# Teitur Bersason
Teitur Bersason (o Bessason, 1176-1214) fue un sacerdote católico y aspirante a obispo de Skálholt, Islandia. Era hijo de Bessi Halldórsson de Haukadalur, y de Halldóra Gissurardóttir (n. 1155), una hija de Gissur Hallsson. Fue elegido sucesor de Páll Jónsson en 1211 y partió hacia Noruega, pero no pudo ordenarse porque falleció en 1214 y por lo tanto no se le incluye en el listado de obispos. Fue ordenado en su lugar Magnús Gissurarson.